# IEO
IEO, Initial exchange offering (с англ. — «первичное биржевое предложение» ) — вариант ICO, проходящего под контролем сервиса обмена криптовалют. Ярким примером является случай, когда площадка Bitfinex выпустила IEO для токенов Tether.
Комиссия по ценным бумагам и биржам США считает IEO вариантами ценных бумаг, изучая его в целях противодействия нарушениям законодательства о ценных бумагах в отношении граждан США.